# Escolas Públicas do Condado de Broward
Escolas Públicas do Condado de Broward (Broward County Public Schools, BCPS) e um  Distrito escolar do Condado de Broward, é um dos maiores distritos dos EUA e o maior distrito acreditado, com mais de 255.000 estudantes em mais de 280 escolas e centros de educação. A sede do Distrito está localizada em 600 Southeast 3rd Avenue, no centro da cidade de Fort Lauderdale. Em 15 de Outubro de 2005 celebrou-se o 90º ano de existência.

## História
As primeiras duas escolas da área foram inauguradas em 2 de Outubro de 1899, em 1915 depois de grande expansão foi fundado o Condado de Broward ao combinar parte do Sul do Condado de Palm Beach e parte do Norte do distrito de Dade. Nessa altura começou a substituição das escolas feitas em madeira por escolas feitas em concreto. Nessa altura a qualidade da educação era baixa e o absentismo alto, por isso em 1919 a educação compulsória foi instituída, assim como a utilização de educadores altamente treinados que consideravam a educação como uma carreira. Isto fez com que qualidade da educação do distrito aumentasse. Em meados de 1925 a América descobriu Fort Lauderdale e o Sul da Flórida, e durante o período de 10 meses a população de Fort Lauderdale triplicou - de 5.625 para 15.915. Entre 1899 e 1925 as duas escolas de uma sala tinham crescido num sistema que consistia em 11 escolas modernas avaliadas em $380.000 e que serviam 3.000 estudantes. Este fato parecia incrível, mas foi só um inicio de grande crescimento da zona.
No inicio de 1970 iniciou um canal independente por cabo TV, que atualmente se chama Broward Education Communications Network (BECON) e têm transmissão em canal terrestre 40 tdt WBEC-TV. O canal é independente educacional público não comercial. O distrito também é proprietária e operadora de uma estação de rádio WKPX-FM 88.5 MHz operada pelos estudantes com formato de Radiodifusão que emite geralmente Música alternativa e reuniões plenárias das escolas.
O distrito fez história quando Henry Brown III da escola Hallandale Adult Community Center foi nomeado Professor da Flórida do ano 2002. Foi a primeira vez que o condado conseguiu uma dobradinha de dois anos. Em 2001, Joe Balcunas, um Professor da escola Fairway Elementary School foi também Professor do Ano da Flórida.
Em 2005 o Instituto The Ash Institute for Democratic Governance and Innovation na Faculdade de John F. Kennedy School of Government da Universidade de Harvard com a cooperação do Council for Excellence in Government estadounidense, foi nomeado a Academia Urbana de Condado de Broward o vencedor das Innovations in American Government Award estadunidense.  O program Academia Urbanas é uma parceria entre distrito e outros membros da organização de Educação é inovativo e criado a pensar no desenvolvimento e empregabilidade de educadores motivados e a manter os melhores nas aulas de Broward.
O distrito situa-se numa zona particularmente afetadas por tempestades e ciclones ocasionais, em 2006 foi instalado um sistema de monitorização meteorelógica chamada WeatherBug nas escolas do distrito. O sistema envia mensagens de avisos de tempestade aos responsáveis das escolas atraves de e-mail para o computadores das escolas e PDAs e SMS num esforço de proteger atividades exteriores e no recintos de recreio, instalações desportivas ou em visitas.
Durante o ano de 2008-09, houve um total de 255,738 estudantes e cerca de 17.000 professores. O distrito cobre um total de 286 instituições: 138 escolas básicas, 43 escolas preparatórias, 33 escolas secundárias, 16 escolas de formação profissional, 16 centros, e 56 escolas charter.  Em Julho de 2009 o distrito escolar foi restruturado. Em vez de quatro sedes de área, o distrito agora tem três - as Áreas Norte, Centro e Sul, cada com um Superintendente a chefiar. Houve fusão de departamentos escolares.

## Escolas

### Escolas Secundárias

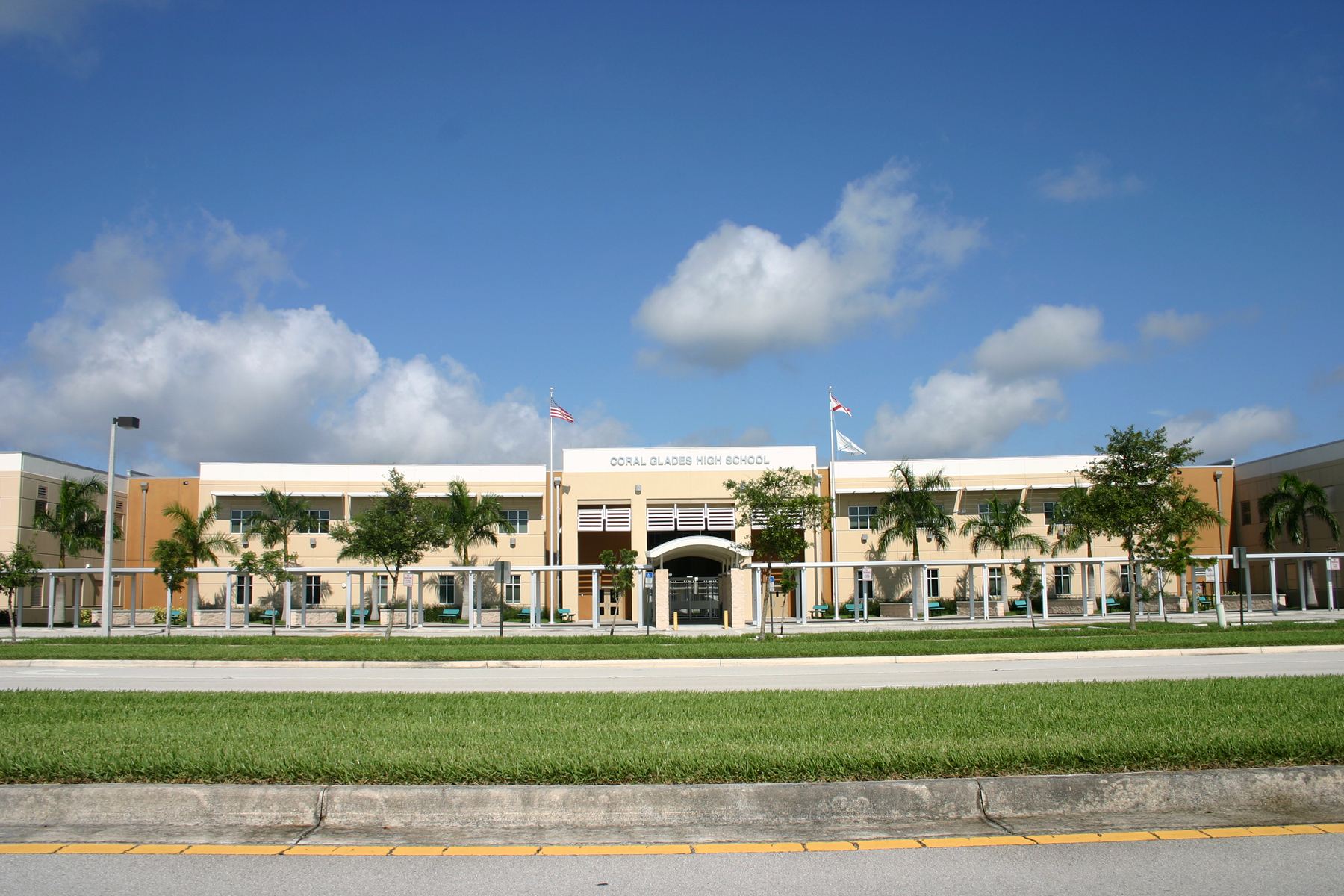
en:Coral Glades High School em Coral Springs

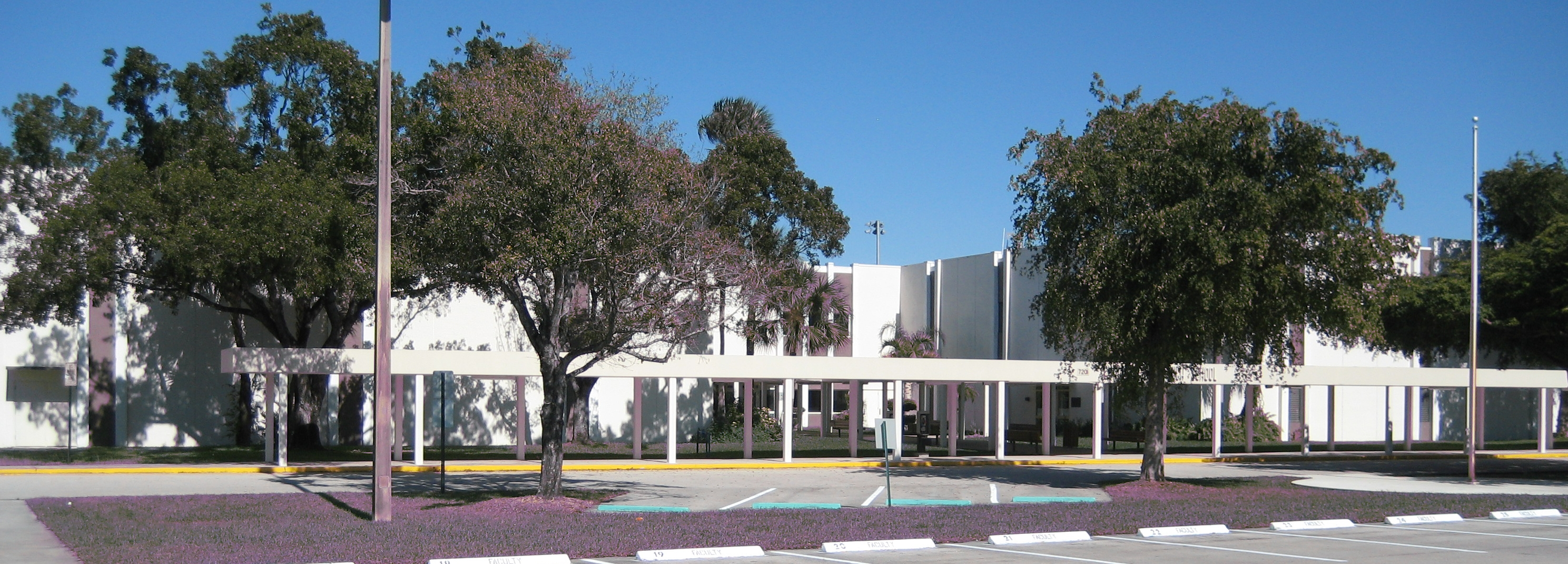
en:Coral Springs High School em Coral Springs

| - Atlantic Technical Center High School - en:Blanche Ely High School - en:Boyd H. Anderson High School - en:Broward Virtual Education High - en:Charles W. Flanagan High School (1996) - en:Coconut Creek High School - en:Cooper City High School (1971) - en:College Academy @ BCC - en:Coral Glades High School (2004) - en:Coral Springs High School (1975) - en:Cypress Bay High School (2002) - en:Deerfield Beach High School (1970) - en:Dillard High School (1907) - en:Everglades High School (2003) - en:Fort Lauderdale High School (1899) - en:Hallandale High School (1973) - en:Hollywood Hills High School (1967) | - en:J. P. Taravella High School (1980) - en:McArthur High School (1961) - en:McFatter Technical Center - en:Miramar High School (1970) - Monarch High School (2003) - Northeast High School - en:Nova High School (1960) - Piper High School - en:Plantation High School (1963) - en:Pompano Beach High School (1928) - en:South Broward High School (1952) - en:South Plantation High School - Marjory Stoneman Douglas High School (1990) - en:Stranahan High School (1953) - en:West Broward High School (2008) - Western High School (1981) |  |

### Escolas Preparatórias
| - Apollo Middle School - Arthur Robert Ashe Jr. Middle School - Attucks Middle School - Bair Middle School - Broward Virtual Middle - Coral Springs Middle School - en:Crystal Lake Middle School - Deerfield Beach Middle School - Driftwood Middle School - Falcon Cove Middle School - Forest Glen Middle School - Glades Middle School - Gulfstream Middle School - Henry D. Perry Middle School - Indian Ridge Middle School - Lauderdale Lakes Middle School - Lauderhill Middle School - en:Lyons Creek Middle School - Margate Middle School - McNicol Middle School - Millennium Middle School | - New Renaissance Middle School - New River Middle School - Nova Middle School - Olsen Middle School - Parkway Middle School of the Arts - Pines Middle School - Pioneer Middle School - en:Plantation Middle School - Pompano Beach Middle School - Ramblewood Middle School - James S. Rickards Middle School - Sawgrass Springs Middle School - Seminole Middle School - Silver Lakes Middle School - Silver Trail Middle School - Sunrise Middle School - Tequesta Trace Middle School - en:Walter C. Young Middle School - Westglades Middle School - Westpine Middle School - William Dandy Middle School |  |

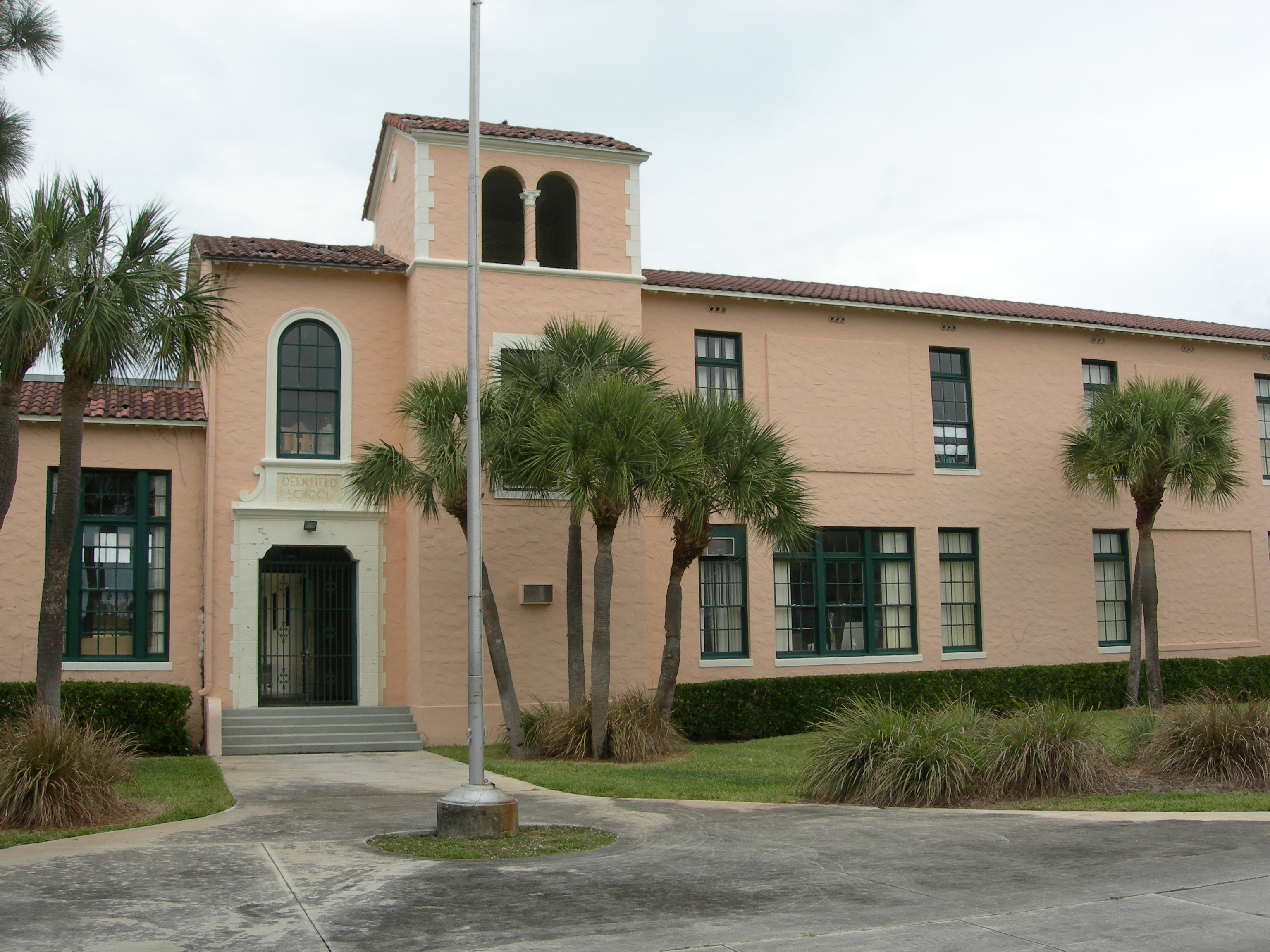
en:Deerfield Beach Elementary School em Deerfield Beach

### Escolas Básicas
| - Atlantic West Elementary School - Banyan Elementary School - Bayview Elementary School - Bennett Elementary School - Mary M. Bethune Elementary School - Boulevard Heights Elementary School - Broadview Elementary School - Broward Estates Elementary School - Castle Hill Elementary School - Central Park Elementary School - Challenger Elementary School - Chapel Trail Elementary School - Coconut Creek Elementary School - Coconut Palm Elementary School - Colbert Elementary School - Collins Elementary School - Cooper City Elementary School - Coral Cove Elementary School - Coral Park Elementary School - Coral Springs Elementary School - Country Hills Elementary School - Country Isles Elementary School - Cresthaven Elementary School - Croissant Park Elementary School - Cypress Elementary School - Dania Elementary School - Davie Elementary School - en:Deerfield Beach Elementary School - Deerfield Park Elementary School - Dillard Elementary School - Dolphin Bay Elementary School - Charles Drew Elementary School - Driftwood Elementary School - Eagle Point Elementary School - Eagle Ridge Elementary School - Embassy Creek Elementary School - Endeavour Primary Learning Center - Everglades Elementary School - Fairway Elementary School - Flamingo Elementary School - Floranada Elementary School - Forest Hills Elementary School - Stephen Foster Elementary School - Fox Trail Elementary School - Gator Run Elementary School - Griffin Elementary School - Hallandale Elementary School - Harbordale Elementary School - Hawkes Bluff Elementary School - Heron Heights Elementary School - Hollywood Central Elementary School - Hollywood Hills Elementary School - Hollywood Park Elementary School - Horizon Elementary School - James S. Hunt Elementary School - Indian Trace Elementary School - Martin Luther King Elementary School - Lake Forest Elementary School - Lakeside Elementary School - Larkdale Elementary School - Lauderdale Manors Elementary School - Lauderhill Paul Turner Elementary School - Liberty Elementary School - Lloyd Estates Elementary School - Manatee Bay Elementary School - Maplewood Elementary School - Margate Elementary School - McNab Elementary School - Meadowbrook Elementary School - Miramar Elementary School | - Mirror Lake Elementary School - Morrow Elementary School - Nob Hill Elementary School - Norcrest Elementary School - North Andrews Gardens Elementary School - North Fork Elementary School - North Lauderdale Elementary School - North Side Elementary School - Nova Blanche Forman Elementary School - Nova Dwight D. Eisenhower Elementary School - en:Oakland Park Elementary School - Oakridge Elementary School - Orange Brook Elementary School - Oriole Elementary School - Palm Cove Elementary School - Palmview Elementary School - Panther Run Elementary School - Park Lakes Elementary School - Park Ridge Elementary School - Park Springs Elementary School - Park Trails Elementary School - Parkside Elementary School - Pasadena Lakes Elementary School - Pembroke Lakes Elementary School - Pembroke Pines Elementary School - Perry, Annabel C. Elementary School - Peters Elementary School - Pines Lakes Elementary School - Pinewood Elementary School - Plantation Elementary School - Plantation Park Elementary School - Pompano Beach Elementary School - Quiet Waters Elementary School - Ramblewood Elementary School - Riverglades Elementary School - Riverland Elementary School - Riverside Elementary School - Robert C. Markham Elementary School - Rock Island Elementary School - Royal Palm Elementary School - Sanders Park Elementary School - Sandpiper Elementary School - Sawgrass Elementary School - Sea Castle Elementary School - Sheridan Hills Elementary School - Sheridan Park Elementary School - Silver Lakes Elementary School - Silver Palms Elementary School - Silver Ridge Elementary School - Silver Shores Elementary School - Stirling Elementary School - Sunland Park Elementary School - Sunset Lakes Elementary School - Sunshine Elementary School - Tamarac Elementary School - Tedder Elementary School - Thurgood Marshall Elementary School - Tradewinds Elementary School - Tropical Elementary School - Village Elementary School - Walker Elementary School - Watkins Elementary School - Welleby Elementary School - West Hollywood Elementary School - Westchester Elementary School - Westwood Heights Elementary School - Wilton Manors Elementary School - Winston Park Elementary School - Virginia Shuman Young Elementary School |  |

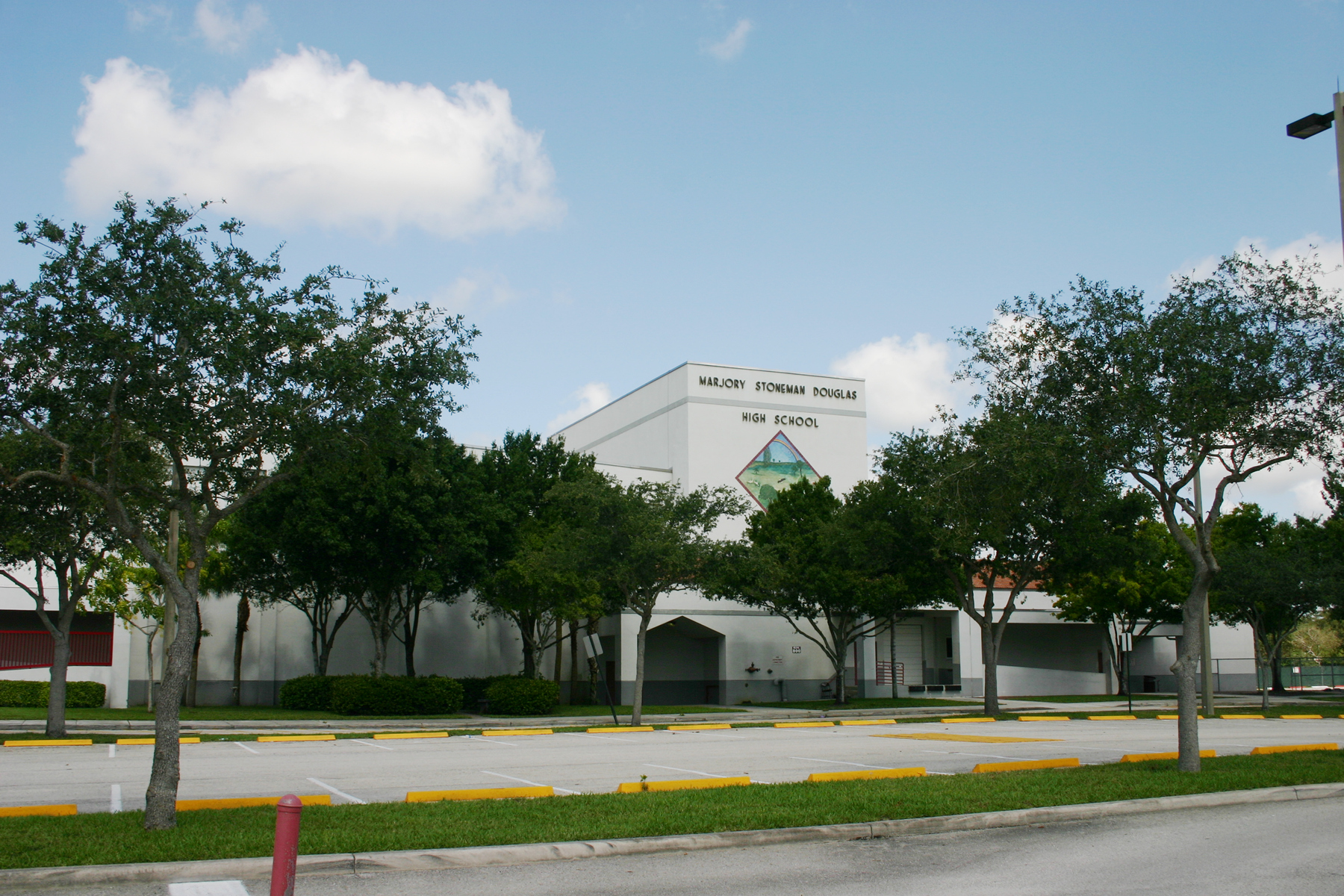
Marjory Stoneman Douglas High School em Parkland

## Administração
- Robert Runcie - Superintendente das Escolas[5][6]

Membros do Comité Escolar:
- Robin Bartleman
- Jennifer Leonard Gottlieb
- Distrito 1 - Ann Murray (Vice-Presidente Assembleia)
- Distrito 2 - Patricia Good
- Distrito 3 - Maureen S. Dinnen
- Distrito 4 - David Thomas, NBCT
- Distrito 5 - Benjamin J. Williams (Presidente Assembleia)
- Distrito 6 - Laurie Rich Levinson
- Distrito 7 - Nora Rupert

## Reconhecimentos e Prémios
Em Janeiro de 2012 duas escolas de Condado de Broward receberam doações de 100.000 dólares cada da empresa Target. As escolas Básica Broadview Elementary em Pompano Beach e a Escola Nova Eisenhower Elementary em Davie foram escolhidos de entre 47 escolas e 2 distritos nacionais para receberam ajuda de parte dos 5 milhões dólars que a empresa Target Corp. entregou. Os directores de escolas disseram que provavelmente vão melhorar as salas de aula. A empresa considerou vários fatores, incluindo o nível de pobreza nas escolas.
(em inglês)
Em 2012 foi reconhecido a importância da liberdade da união de escolas e aulas de todo o mundo. Escolas locais Estadunidense forjam ligações internacionais através da Internet. Estudantes americanos do 9º na escola de South Plantation High em Plantation Flórida estão formando equipes online nas aulas à volta do mundo para aprenderem lições de valor.
(em inglês)